# 岡町 (豊中市)

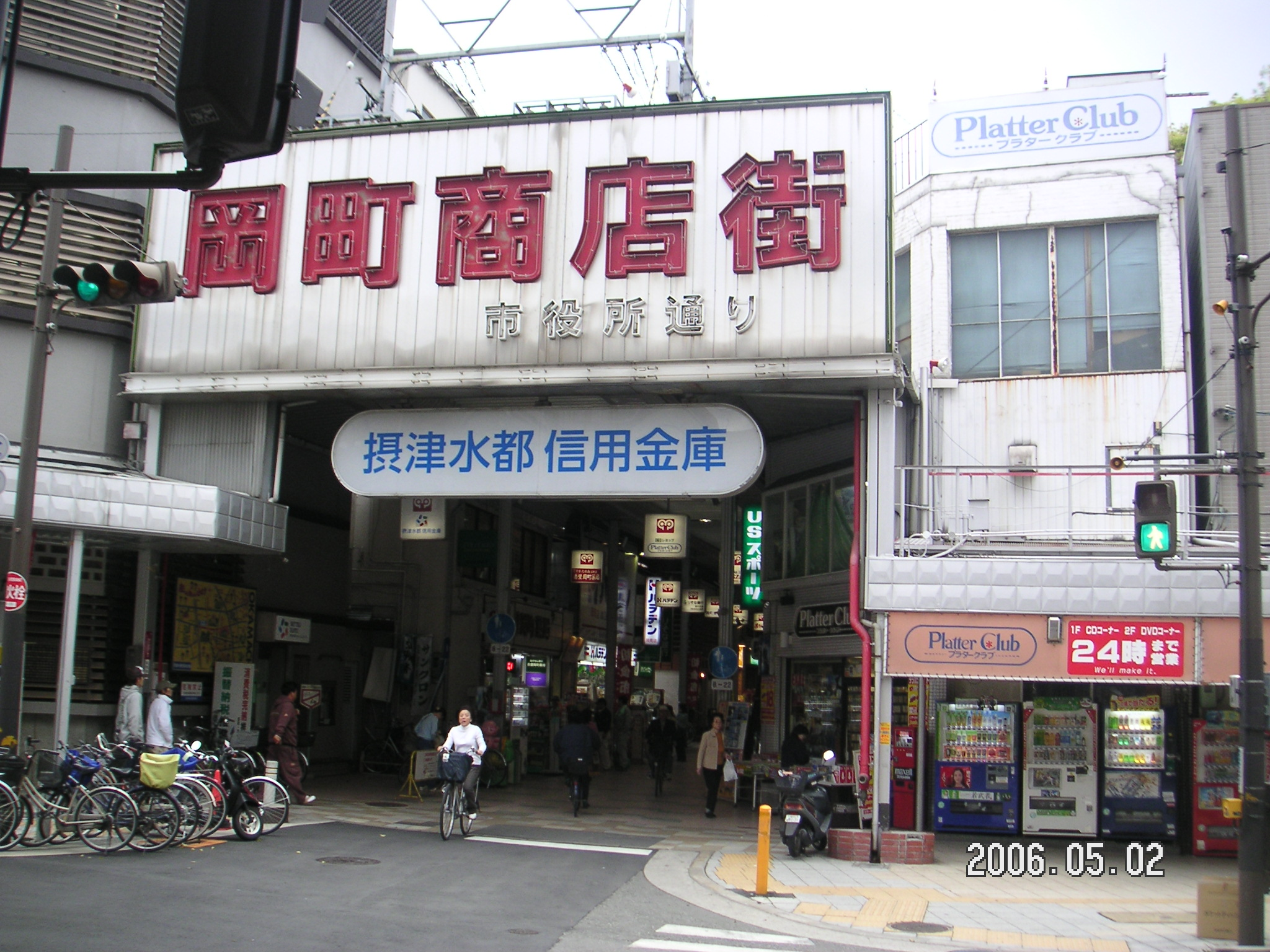
岡町の代表的な商店街

岡町（おかまち）は大阪府豊中市の広域地名・地区。現住所表記では岡町、岡町北、岡町南、岡上の町で、旧住所では大字岡町だった地域である。豊中市の行政が集中している箇所であり、市の中枢に当たる地区である。

## 概要
岡町地区は豊中市中心部（旧豊中町地域）のやや南に位置し、桜塚地区、曽根地区などに隣接する。かつては町役場・公民館があり、市制施行以前は豊中の中心地であった。
地域内には阪急宝塚本線岡町駅（駅自体は中桜塚1丁目に所在）西口の周囲に発展した岡町商店街、岡町図書館、克明小学校がある。岡町北1丁目に旧跡として大石塚古墳・小石塚古墳がある。
岡町駅北側の岡町から岡上の町の旧能勢街道に沿っては、古い町並みが続いている。岡上の町の国道176号線沿い付近に豊中郵便局、豊中市消防本部北消防署がある。

## 歴史
古くから「岡山村」があり、岡町の住民は曽根、庄内などから移住してきた者である。岡山村は、曽根村と福井村に池を挟んだ所にあり、曽根村より住民が多く、豊中地区で最大の住居を構えた原田村よりは住民の数が少なかった。
原田村は原田七郷（原田村・勝部村・走井村・桜塚村・岡山村・福井村・曽根村）の中心的存在をにない、素戔嗚尊を祭神とする原田神社の氏子であり、天武12年（683年）に神社の関係者が祭神を奉納したことから、関係者が領を納めた。
室町時代には「六車原田郷」と呼称され、足利家をも味方につけた。原田村は、1615年に摂津国の領土となった。
近代以降も岡町は豊中村→豊中町の中心部として栄え、かつては岡町図書館のある場所に豊中郵便局が所在し、その近隣に町役場があった。郵便局が現在地に移転した後は建物は中央公民館として利用され、老朽化して取り壊された後に現在の岡町図書館が建てられた。現在は市の中心部はやや北東の国道沿いに移っている。

## 出身・ゆかりのある人物
- 十六代上山勘太郎[1]（大日本除虫菊社長、会長）

大日本除虫菊副社長時代の住所は岡町錦通三丁目である。